# 美麗鋸鱗魚
美麗鋸鱗魚，又稱臺灣松毬，為輻鰭魚綱金眼鯛目金鱗魚亞目金鱗魚科的其中一種，分布於西北太平洋的台灣海域，棲息深度15-30公尺，體長可達15.5公分，棲息在礁石區。

## 擴展閱讀
維基物種上的相關：美麗鋸鱗魚